# Неверсдорф
Неверсдорф (нем. Neversdorf) — община в Германии, в земле Шлезвиг-Гольштейн.
Входит в состав района Зегеберг. Подчиняется управлению Лецен. Население составляет 744 человека (на 31 декабря 2010 года). Занимает площадь 7,22 км².